# Александрова, Елена Анатольевна
Елена Анатольевна Александрова (17 декабря 1950 года, Москва, СССР) — фигуристка из СССР, чемпионка СССР 1970 года в женском одиночном катании. Мастер спорта СССР. Окончила ЛГПИ.

## Спортивные достижения
| Соревнования/Сезоны  | 1966-1967 | 1967-1968 | 1968-1969 | 1969-1970 | 1970-1971 | 1971-1972 |
| -------------------- | --------- | --------- | --------- | --------- | --------- | --------- |
| Чемпионаты мира      |           |           |           | 14        | 11        |           |
| Чемпионаты Европы    |           |           |           | 7         | 8         | 10        |
| Чемпионаты СССР      | 4         | 3         | 3         | 1         | 2         |           |
| «Московские новости» |           |           |           | 2         |           |           |